# Guy Giorno
Guy Giorno (né en 1965) est un avocat et militant conservateur canadien. 
Chef de cabinet du Premier ministre de l'Ontario Mike Harris, il est recruté par la compagnie Fasken Martineau (en) en juin 2002.
Le 1er juillet 2008, il devient chef de cabinet du Premier ministre du Canada Stephen Harper, succédant à Ian Brodie (en),. En septembre 2010, il annonce qu'il quittera ses fonctions à la fin de l'année,. Il sera remplacé par Nigel S. Wright.
Le 4 janvier 2011, il est nommé fellow de la School of Public Policy and Governance (en) de l'Université de Toronto. Le même mois, Giorno recommence à travailler pour la compagnie Fasken Martineau et est nommé à la tête de la campagne électorale du Parti conservateur du Canada.